# Écran (optique)
Pour les articles homonymes, voir écran.

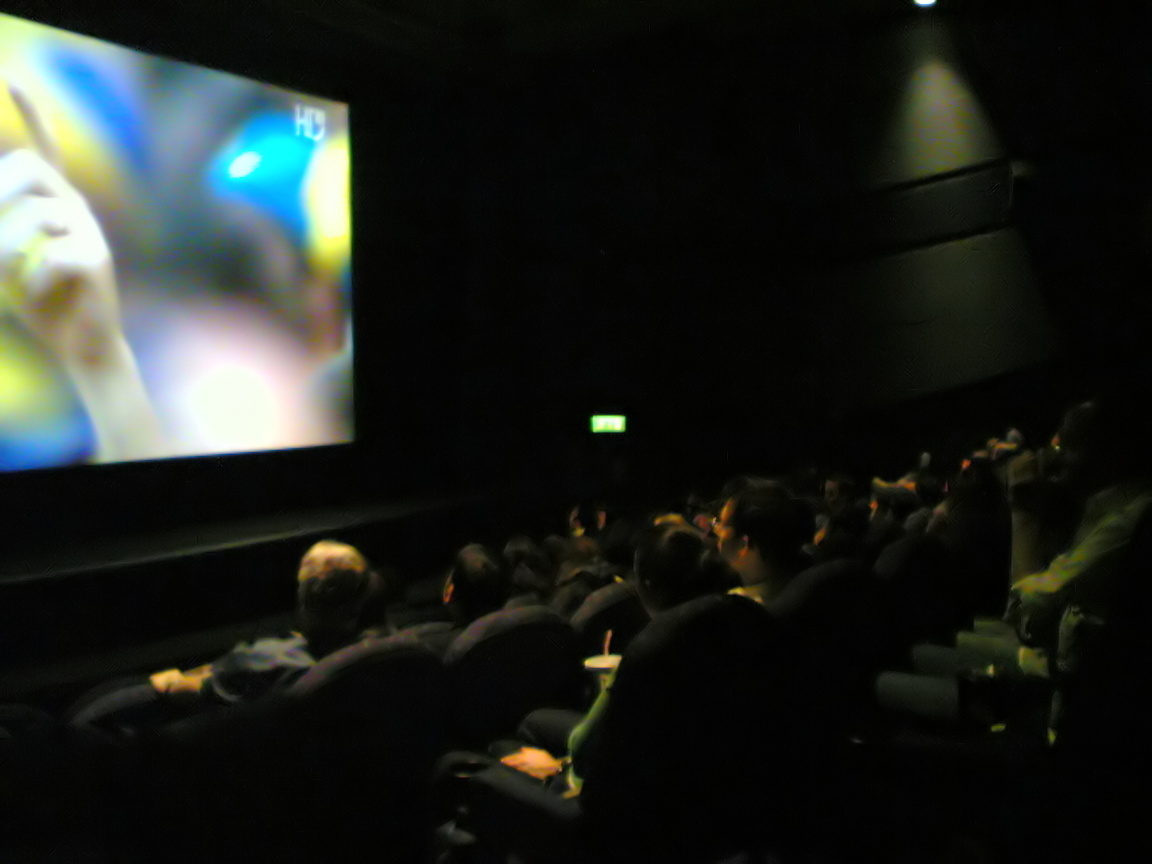
Une salle de cinéma

Un écran de projection est constitué habituellement d'un support mécanique tendant une surface blanche opaque plane permettant de visualiser des images fixes (rétroprojecteur, diapositives…) ou animées (cinéma, vidéo) en s'interposant sur le flux lumineux venu de l'appareil de projection et sur lequel son réglage (manuel ou automatique) focalise et construit une image optique nette observée par les spectateurs.

L'ensemble projecteur-écran est un des instruments d'optique dits objectifs.
Les écrans peuvent être déroulants, fixes, mobiles, et de différentes tailles suivant les capacités de la lampe du projecteur, 

## Principe optique
- l'écran « diffuse » le flux lumineux (vers un ensemble de spectateurs) plus qu'il ne le « réfléchit » (une seule direction) ;
- la distance projecteur-écran et la puissance de l'objectif définiront le « grandissement » entre les dimensions de l'objet et celles de l'image projetée sur l'écran ;
- l'expression qui le caractérise est nommée éclairement de l'écran ; C'est le rapport E entre du flux incident et l'aire de surface éclairée, d'unité « flux par unité de surface » ;
- l'éclairement de sa surface est inversement proportionnel au carré de la distance de la source (une distance double diminuera par 4 la quantité de lumière reçue en un de ses points) ;
- l'éclairement est maximum en incidence normale (axe du projecteur perpendiculaire à l'écran) ;
- On peut distinguer source ponctuelle et source étendue pour le calcul du flux émis et reçue par l'écran (voir la formule de Lambert).

## Contraintes acoustiques
- Dans les salles de cinéma, la présence d'un écran perforé en PVC, entre les enceintes de scène et la salle, forme un filtre en peigne incompatible avec la reproduction d'un son de qualité comme la musique classique ou l'opéra[1]. Heureusement, une salle cinéma est conçue pour projeter des films et non de l'opéra, et les écrans PVC perforés sont ceux utilisés par tous les vrais cinémas dans le monde.

## Différentes sortes d'écrans
- Les écrans traditionnels PVC sont fabriqués en matériaux PVC (à 90 % fabriqués en Asie), de couleur blanc mat, et sans gain. (la toile reçoit un niveau de lumière de « 1 » par le projecteur puis renvoie la même quantité de luminosité : donc une valeur neutre de « 1 » sur 1). La majorité de ces écrans traditionnels se divise en 2 catégories: les écrans fixes pour salles dédiées, et les écrans enroulés au plafond (ont tendance à gondoler sur les bords ou en faisant une sorte de V orienté vers le bas de l'écran, ce qui détériore complètement l'image projetée).
- Les écrans à gain sont utilisés pour augmenter la qualité d'image (luminosité/contraste/colorimétrie) émise par le projecteur (ou vidéoprojecteur dans le cas du home cinéma). La toile qui reçoit un niveau de lumière de « 1 » par le projecteur rediffuse alors l'image avec un gain : 1,1 à 1,3. Par contre, plus il y a de gain, plus l'angle de vision se rétrécit (il faut être dans l'axe pour bien voir l'image). Il est donc conseillé de se limiter à un gain de 1,1. (soit déjà 10 % de gain par rapport à une valeur neutre de « 1 »)
- Les nouveaux vidéoprojecteurs home cinéma nécessitent de nouveaux écrans, car les vidéoprojecteurs, jadis limités aux réunions d'entreprises puis à la reconstitution à domicile d'une salle de cinéma privée, sont désormais en haute définition, voire en 3D. Les vidéoprojecteurs Full HD permettent désormais non seulement de projeter des films, mais également les jeux vidéo haute définition, la télévision HD via les box (retransmissions sportives sur très grand écran, reportages nature et animaliers) ainsi que tous les appareils numériques haute définition (caméscope, tablettes, ordinateur…). Il est alors conseillé d'avoir des écrans qui ne gondoleront pas (problème des écrans électriques traditionnels enroulés au plafond) et qui s'intègrent dans la décoration intérieure de chacun (salle à vivre), grâce à des écrans « tensionnés » et designs intégrés en tableaux de salons.
- Les écrans perlés (utilisés surtout dans les années 1960) amélioraient leurs propriétés de réflexion par principe catadioptrique. Par contre les milliers de petites perles avaient une fâcheuse tendance à se décoller et à tomber avec le temps...
- Les écrans translucides ou dépolis ou rétro-écrans sont utilisés pour cacher le projecteur (derrière celui-ci) ; l'image étant vue par transparence, son inversion devra être prise en compte dans le projecteur. Ce type d'écran est surtout utilisé pour l'agencement de magasins pour égayer leurs vitrines, ces écrans délivrent une mauvaise qualité d'image.
- Les écrans courbes sont (de moins en moins) utilisés en vraies salles cinéma pour les procédés : Cinérama (146°), Super Héraclorama (180°).
- Les écrans peuvent aussi être de section cylindrique pour que l'image projetée soit nette aussi sur les bords de l'écran (dans le cas des vidéoprojecteurs à objectifs multiples).
- Dans les salles de projection dite hémisphériques, les projecteurs sont multiples et nécessitent un écran qui est une portion de sphère plus ou moins étendue (La Géode, Futuroscope, parcs à thème).
- On trouvera également, également dans ces mêmes lieux, des systèmes de projection utilisant un brouillard d'eau pour écran.
- Les systèmes de projection à balayage type Laser peuvent se satisfaire d'une atmosphère brumeuse ou enfumée comme écran pour accrocher la lumière.